# Vuurlibel
De vuurlibel (Crocothemis erythraea) is een felroodgekleurde middelgrote libel (36–45 mm), die veel in Zuid-Europa wordt gezien. De wetenschappelijke naam van de soort werd in 1832 als Libellula erythraea gepubliceerd door Gaspard Auguste Brullé. In Nederland is de soort vrij algemeen.

## Kenmerken
De vuurlibel is een vrij breed gebouwde libel, die iets groter is en forser oogt dan de bruinrode heidelibel. Het rood van de mannetjes is ook intenser dan dat van de heidelibellen uit het geslacht Sympetrum. Het achterlijf is wat afgeplat.
De soort heeft een oranje vlek in de basis van de achtervleugels. De pterostigma’s op de voor- en achtervleugel zijn groot en geel met zwarte randaders. Jonge mannetjes en vrouwtjes zijn na het uitsluipen bruingeel, met lichte schouderstrepen, een lichte streep over het midden van de borststukrug en meestal een dunne zwarte lijn over het midden van het achterlijf. Uitgekleurde mannetjes zijn grotendeels dieprood gekleurd. Gezicht, borststuk, poten, achterlijf en voorste vleugeladers: alles is rood. De ogen zijn donkerrood met blauwe onderzijde. Oude vrouwtjes worden flets bruin. De lichaamslengte van volwassen dieren ligt tussen 36 en 45 millimeter.
De larve is 17–19 millimeter lang.

## Vliegtijd
De vliegtijd van de vuurlibel in Nederland is van begin mei tot begin oktober, met een piek van half juni tot begin augustus. In het Middellandse Zeegebied wordt hij van november tot februari bijna niet waargenomen. In de Sahara zijn er het hele jaar door vliegende exemplaren te vinden.

## Gedrag en voortplanting
Het ei is klein, 0,5×0,4 millimeter, rond ovaal van vorm met een klein uitsteeksel op de micropyle; de kleur is bleekgeel. De ei-ontwikkeling verloopt in 9 tot 10 weken. De larven leven op de bodem of tussen waterplanten; ze overwinteren één keer en zijn waarschijnlijk bestand tegen een periode van uitdroging. Uitsluipen gebeurt van begin mei tot begin augustus. Jonge imago's zijn in de omgeving van het water te vinden, vaak zonnend op open plekken op de grond. Geslachtsrijpe mannetjes zitten vaak langs de waterkant op uitstekende planten of op kale grond. Vanaf vaste zitplaatsen maken ze patrouillevluchten vlak boven het water, waarbij ze een zeer actieve indruk maken. Ze vliegen snel en andere mannetjes worden agressief verjaagd. Vrouwtjes worden gegrepen voor de paring. Het vrouwtje zet de eitjes al vliegend los in het water af, door haar achterlijfspunt ritmisch in het water te dippen. Meestal wordt ze daarbij bewaakt door het mannetje, dat vlak boven haar blijft vliegen.

## Habitat
De habitat van de vuurlibel bestaat in Nederland uit allerlei stilstaande, zonnige wateren met een gunstig (warm) microklimaat: plassen, vennen, poelen en sloten. Zowel kale als sterk begroeide watertypen worden door de vuurlibel benut. In het Middellandse Zeegebied kan de soort bij allerlei soorten stilstaand water gevonden worden; zelfs brak water wordt niet gemeden.

## Verspreidingsgebied
De vuurlibel is wijdverbreid in Afrika en westelijk Azië en is in Europa van oorsprong een zuidelijke libellensoort. In het Middellandse Zeegebied is de soort zeer algemeen. De noordgrens van het areaal loopt momenteel door Nederland, Duitsland, Polen en Wit-Rusland, maar zal mogelijk nog verder naar het noorden opschuiven. In het zuiden van Engeland worden soms zwervers waargenomen.
In Nederland komt de soort verspreid door het hele land voor, maar er is nog een duidelijke noord-zuidgradiënt te zien. In Zuid-Nederland is de soort tamelijk algemeen, maar in het noorden nog schaars.

## Verwante en gelijkende soorten
Vuurlibellen zijn eigenlijk onmiskenbaar door hun brede achterlijf en vrijwel eenkleurig lichaam. Rode heidelibellen, bijvoorbeeld mannetje zwervende (Sympetrum fonscolombii) of bloedrode heidelibel (Sympetrum sanguineum), zijn kleiner, hebben geen afgeplat achterlijf en zwarte tekening op achterlijf, borststuk en poten. Ze maken een veel minder rode indruk. Ook vrouwtjes heidelibellen zijn minder eenkleurig dan vrouwtjes vuurlibellen: ze hebben meer zwarte tekening en hebben geen afgeplat achterlijf. Andere korenbouten, bijvoorbeeld platbuik(Libellula depressa) en viervlek (Libellula quadrimaculata), hebben ook een breed achterlijf, maar zijn eveneens anders gekleurd.
De larve van de vuurlibel lijkt qua bouw en grootte op de heidelibellen, maar is vrijwel altijd te onderscheiden door het ontbreken van rugdoorns.

## Bedreigingen en bescherming
De vuurlibel staat op de Rode Lijst van de IUCN als niet bedreigd, beoordelingsjaar 2011.

## Afbeeldingen

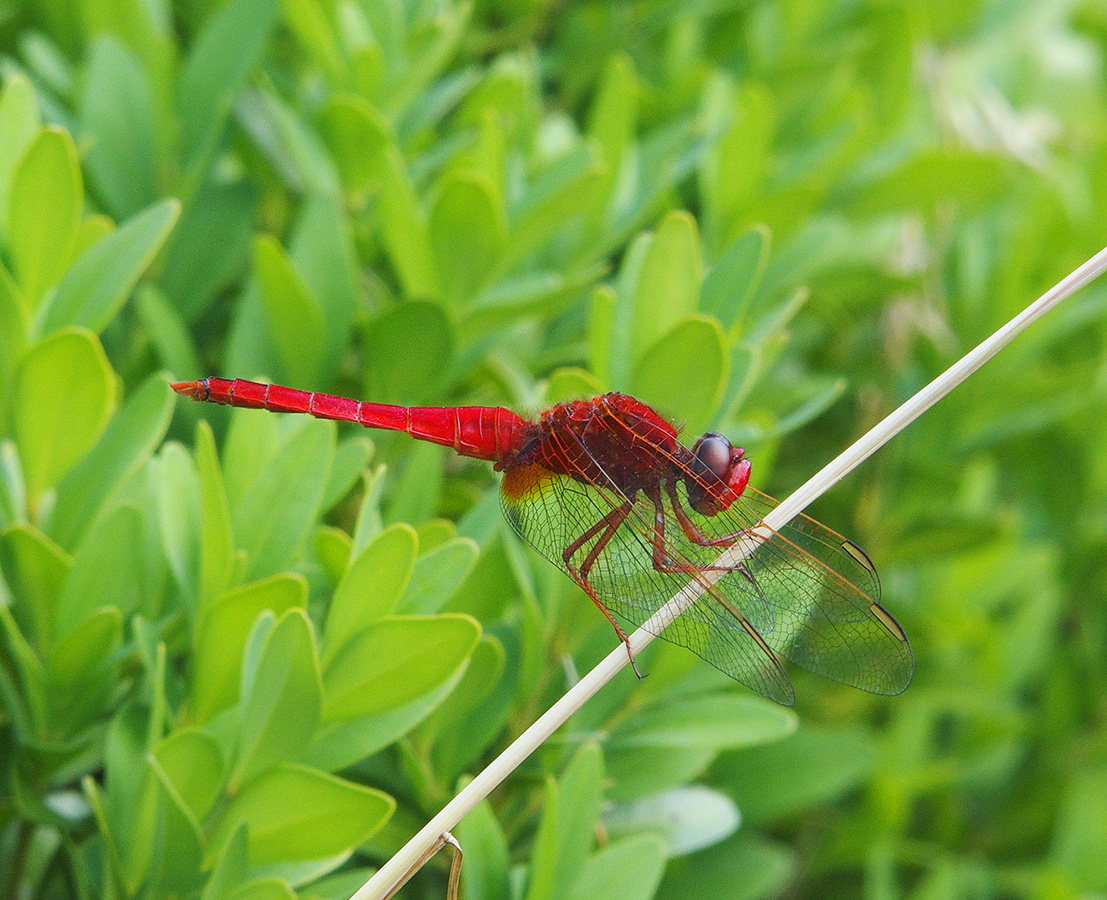
Mannetje
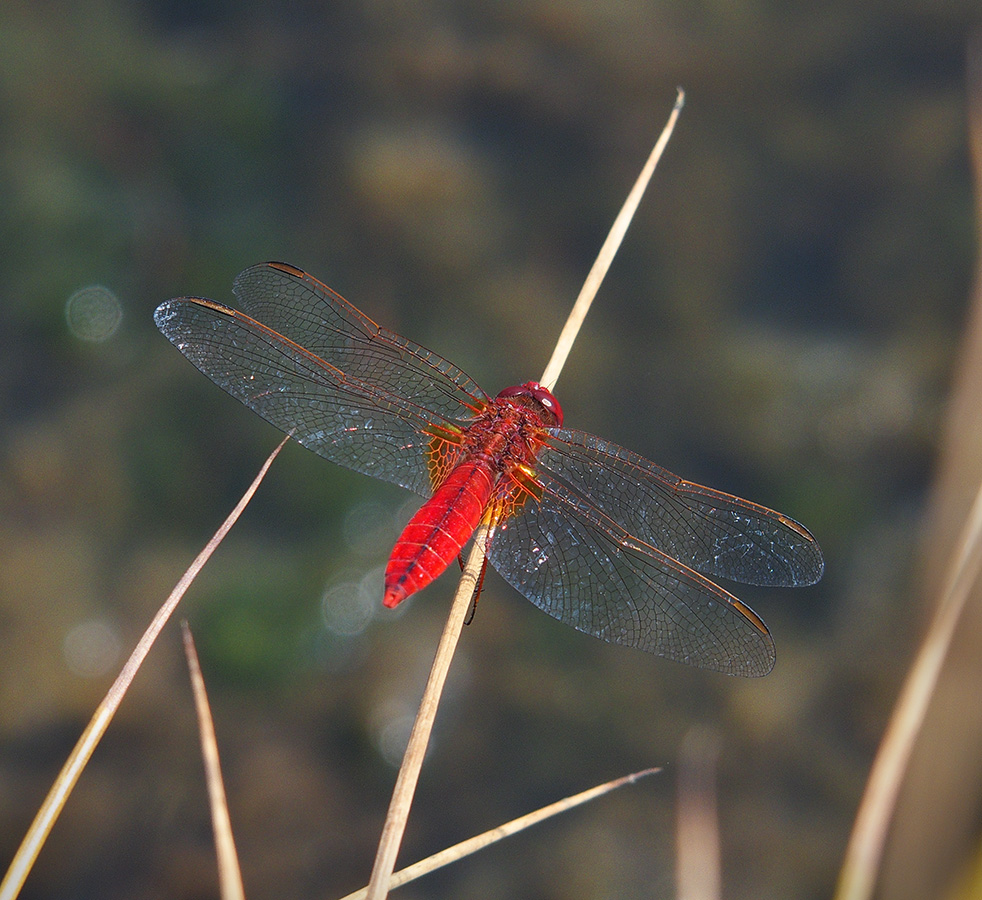
Mannetje
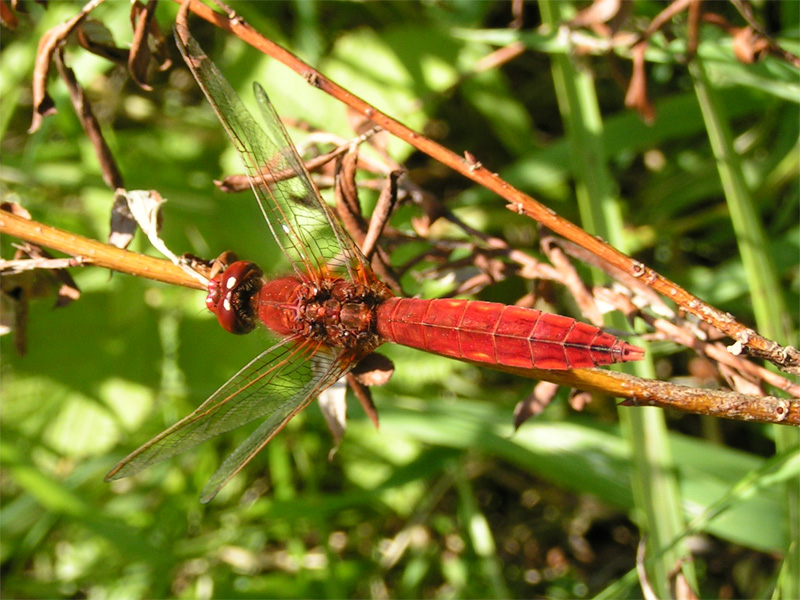
Mannetje
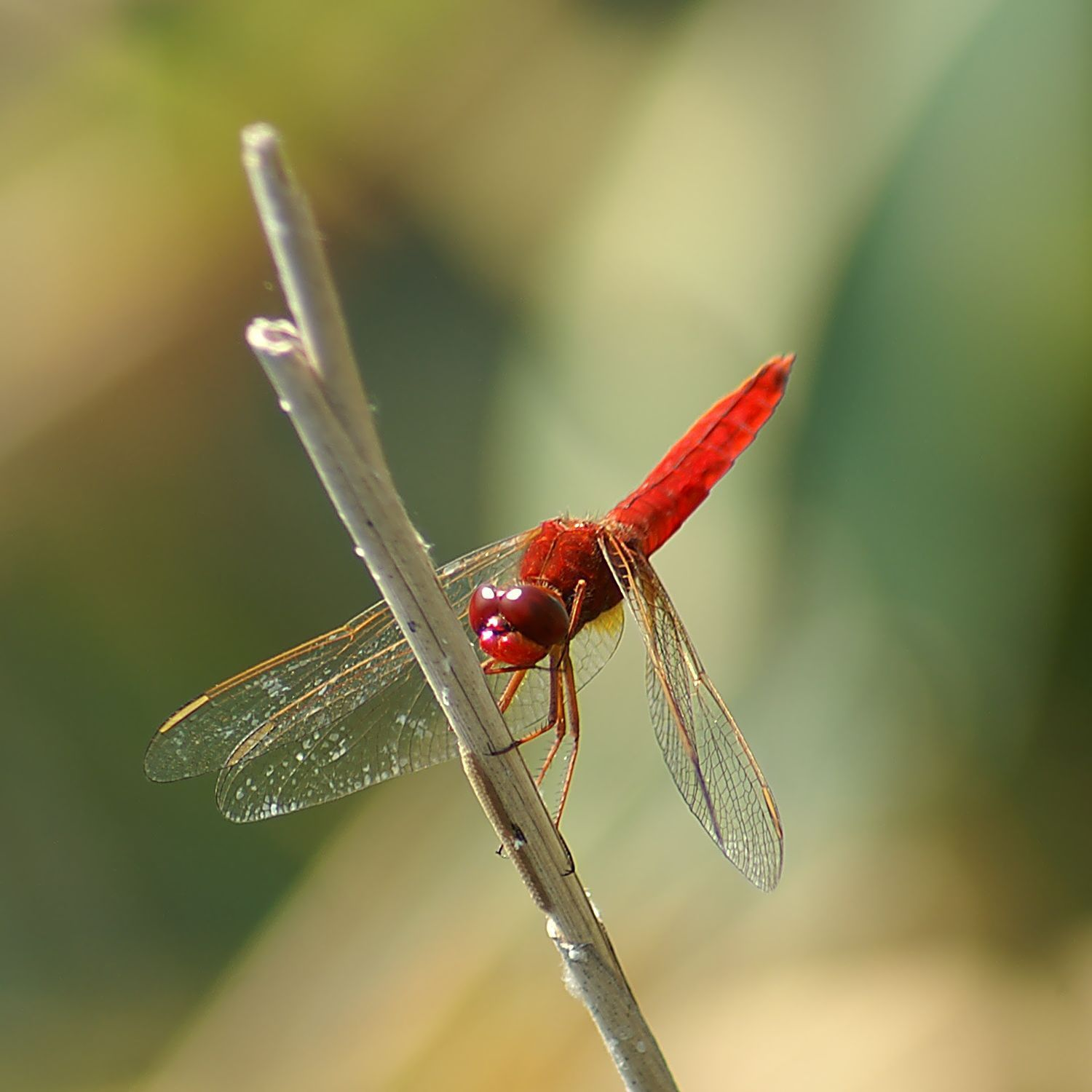
Mannetje
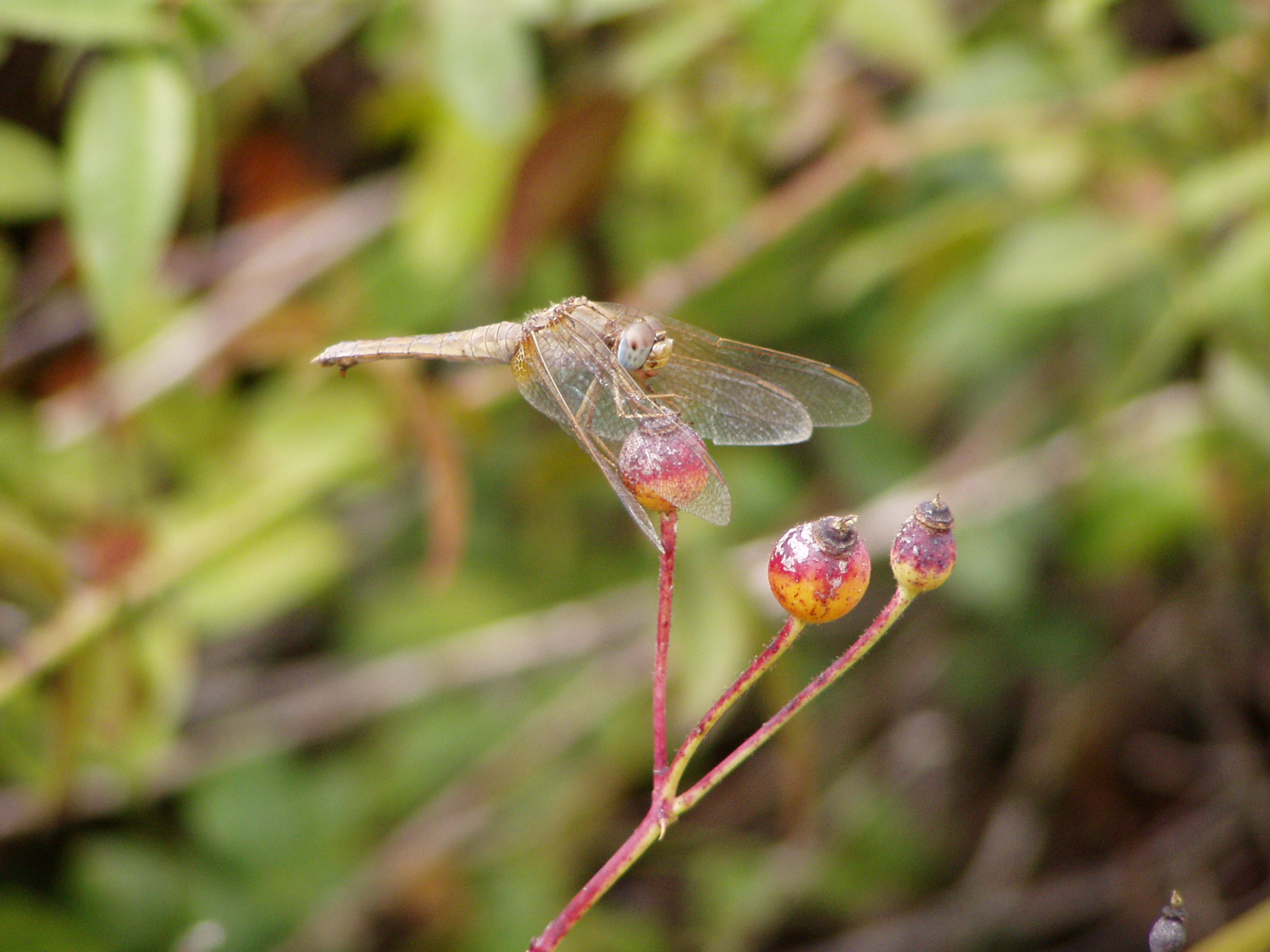
Vrouwtje
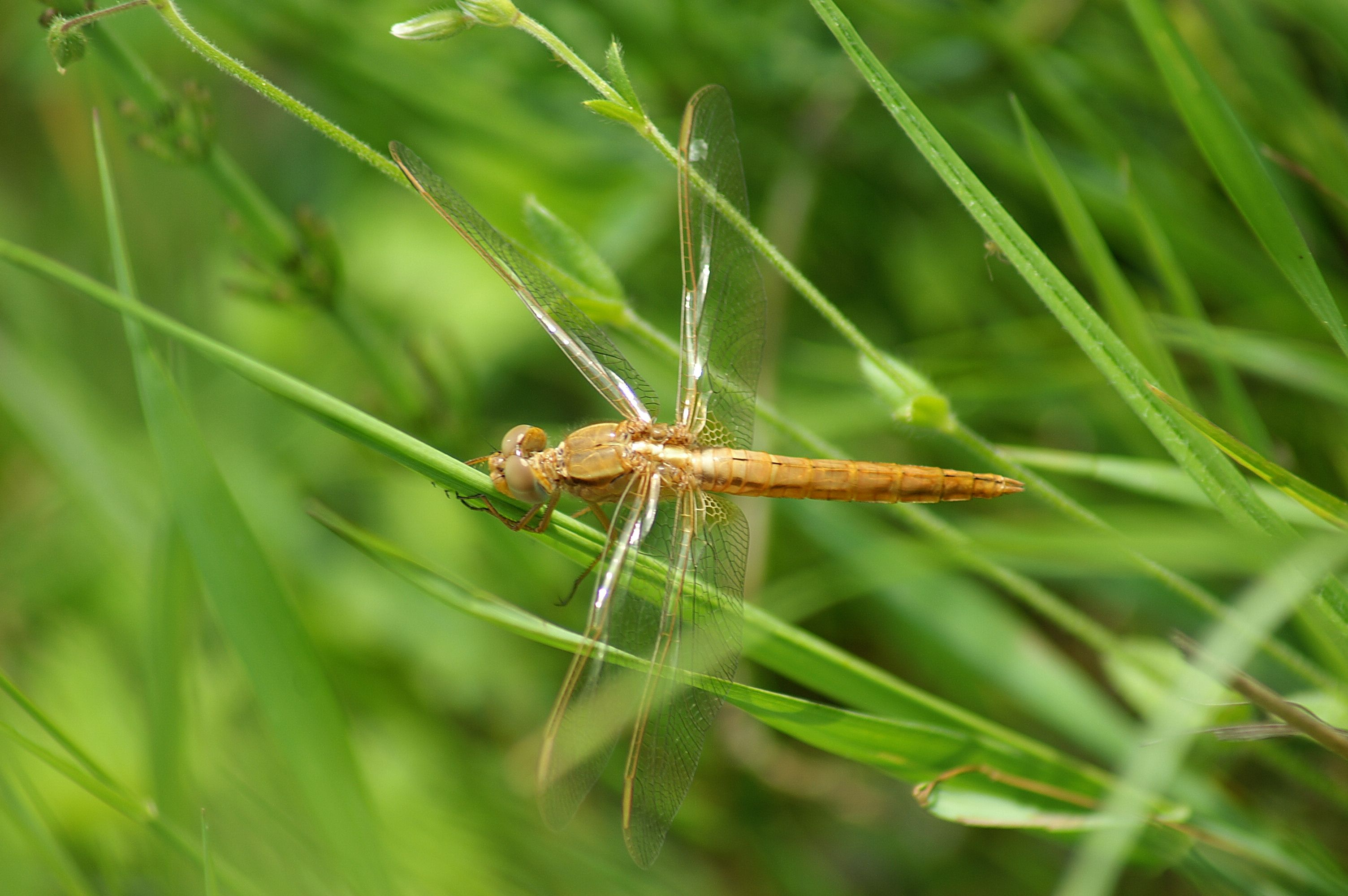
Zeer jong mannetje